# Serjania marginata
Serjania marginata är en kinesträdsväxtart som beskrevs av Giovanni Casaretto. Serjania marginata ingår i släktet Serjania och familjen kinesträdsväxter. Inga underarter finns listade i Catalogue of Life.